# Sillod
Sillod là một thành phố và là nơi đặt hội đồng đô thị (municipal council) của quận Aurangabad thuộc bang Maharashtra, Ấn Độ.

## Địa lý
Sillod có vị trí 20°18′B 75°39′Đ / 20,3°B 75,65°Đ Nó có độ cao trung bình là 612 mét (2007 feet).

## Nhân khẩu
Theo điều tra dân số năm 2001 của Ấn Độ, Sillod có dân số 43.859 người. Phái nam chiếm 52% tổng số dân và phái nữ chiếm 48%. Sillod có tỷ lệ 65% biết đọc biết viết, cao hơn tỷ lệ trung bình toàn quốc là 59,5%: tỷ lệ cho phái nam là 73%, và tỷ lệ cho phái nữ là 56%. Tại Sillod, 17% dân số nhỏ hơn 6 tuổi.